# Сіллі-Сін
Сіллі-Сін (*д/н — після 1762 до н. е.) — останній лугаль міста-держави Ешнунна близько 1765—1762 років до н. е. Ім'я перекладається як «Тінь Сіна».

## Життєпис
Походження є дискусійним: за однією версією належав до Аморейської династії й був одним з синів лугаля Ібал-пі'ела II, за іншою — був представником військової знаті. Протягом 1765—1764 років до н. е. еламіти, що захопили Ешнунну і повалили Ібал-пі'ела II, вимушені були протистояти вавилонському цареві Хаммурапі й зрештою залишити Ешнунну. Цим скористався Сіллі-Сін, що захопив владу, чим перешкодив намірам Хаммурапі оголосити сеюе лугалем Ешнунни.
В подальшому Сіллі-Сін вимушен був протистояти тиску Хаммурапі, що домагався отримати значну частину держави Ешнунна, якою вже фактично володів. В свою чергу Сіллі-Сін намагвся укласти союзи з Зімрі-Лімом, царем Марі, Ішме-Даганом I, правителем Екаллатума, і Хаммурапі, царем Курди. Але зрештою цар Ешнунни поступився вавилонському правителю містами Упі з землями вниз течією річки Євфрат і Шахадуні. Місто Манкусім зумів повернути, але сплатив Хаммурапі Вавилонському грошову компенсацію. Також оженився на доньці царя Вавилону.
Але вже 1762 року до н. е. проти Ешнунни виступив вавилонський цар хаммурапі, який перед тим підкорив Ларсу, чим приєднав увесь Шумер. В результаті Сіллі-Сіна було повалено, а землі Ешнунни приєднано до Вавилонського царства. там поставлено царського намісника (енсі).